# Spartiniphaga insipidella
Spartiniphaga insipidella là một loài bướm đêm trong họ Noctuidae.